# Raketa (hodinky)

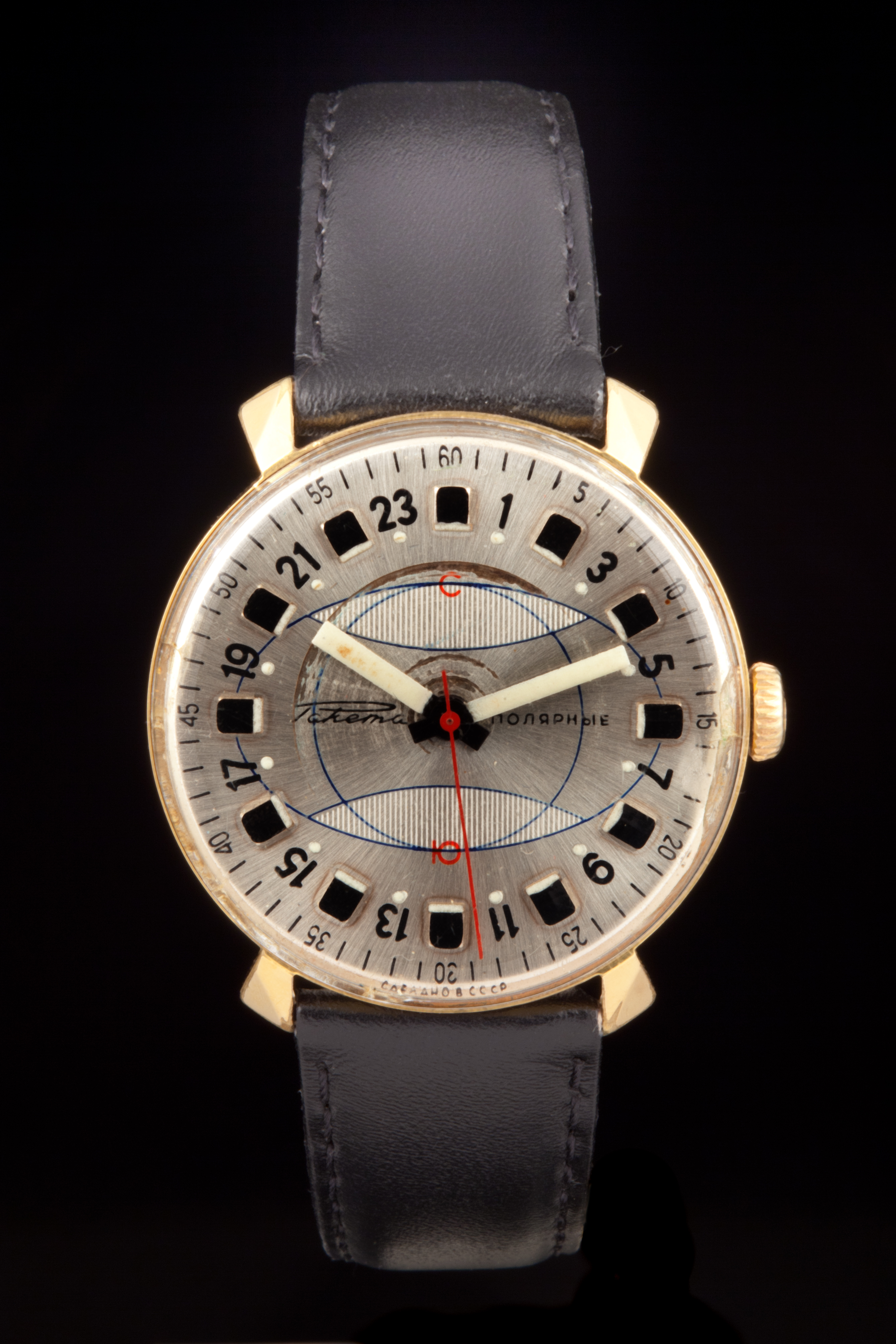
Hodiny Raketa „Poljarnyje“ se čtyřiadvacetihodinovým ciferníkem - 1969

Raketa (Paкéтa) je ruská značka hodinek. Vyrábí je Petrodvorecký hodinářský závod v Petěrgofu, který byl založen roku 1721 a je nejstarší továrnou v Rusku.
Produkce hodinek Raketa začala v roce 1961 a navázala na starší značku Poběda. Nová značka byla nazvána podle rakety Vostok 1, která v tom roce vynesla do vesmíru jako prvního člověka Jurije Gagarina. Hodiny Raketa byly určeny pro armádu, námořnictvo, polární výpravy i kosmonauty, měly antimagnetickou úpravu, ciferník některých typů neukazoval dvanáct, ale 24 hodin pro lepší orientaci v podmínkách, kde neexistuje normální střídání dne a noci. Nevidomým byly určeny hodiny s odklopným sklíčkem, které umožňovalo určit čas hmatem. Model Rekord, tenký pouze 2,7 mm, získal v roce 1965 zlatou medaili na Lipském veletrhu. Sedmdesátá a osmdesátá léta byla obdobím masové produkce, ročně se vyrobilo téměř pět milionů kusů, které se vyvážely do třiceti zemí světa.
Po rozpadu SSSR výroba klesla a továrna se přeorientovala na výrobu luxusních hodinek. Ve vedení firmy zasedl potomek carské rodiny Rostislav Romanov, hodinky navrhuje francouzský designér Jacques von Polier. Značka Raketa je unikátní tím, že všechny komponenty vyrábí pro ni jediný závod, firma provozuje také vlastní hodinářskou školu.